# David Bull (homme politique)
Pour les articles homonymes, voir David Bull et Bull.
David Bull, né le 9 mai 1969, est un présentateur télévisé, un médecin, un auteur ainsi qu'un homme politique britannique.
En 2019 il est élu député europeen du Parti du Brexit. Il cesse de siéger à partir du 31 janvier 2020, date à laquelle son pays quitte l'Union européenne.

## Résultats électoraux
Élections générales britanniques de 2019 — Sedgefield :
| Parti politique         | Parti politique         | Nom                     | Voix   | %       | ±%    | Maj.  |
| ----------------------- | ----------------------- | ----------------------- | ------ | ------- | ----- | ----- |
|                         | Conservateur            | Paul Howell             | 19 609 | 47,18 % | 8,4   | 4 513 |
|                         | Travailliste            | Phil Wilson (sortant)   | 15 096 | 36,32 % | −17,1 |       |
|                         | Brexit                  | David Bull              | 3 518  | 8,46 %  | 8,5   |       |
|                         | Libéraux-démocrates     | Dawn Welsh              | 1 955  | 4,7 %   | 2,8   |       |
|                         | Vert                    | John Furness            | 994    | 2,39 %  | 0,7   |       |
|                         | Indépendant             | Michael Joyce           | 394    | 0,95 %  | 0,9   |       |
| Total des votes valides | Total des votes valides | Total des votes valides | 41 566 | 100 %   |       |       |
| Électeurs inscrits      | Électeurs inscrits      | Électeurs inscrits      | 64 325 |         |       |       |